# Harini Ravi
Harini Ravi (nacida el 20 de diciembre de 1994, Chennai) es una cantante y actriz de doblaje india, hija del violinista V. V. Ravi.

## Biografía
Completó su educación secundaria superior en el "Sir Sivaswami Kalalaya School" en Mylapore. El 28 de mayo de 2012, se anunciaron los resultados por medio de una institución llamada "CBSE", en la que Harini fue calificada como una de las primeras mejores estudiantes de su escuela. También ha sido galardonada con muchos premios y reconocimientos a nivel escolar y de muchas otras instituciones de renombre en la música, los deportes, la pintura, concursos de "Bhagavad Gita" y en lo académico.

## Carrera
Su carrera como cantante empezó interpretando temas musicales para más de 2000 películas publicitarias en inglés, así como en otros idiomas del Sur y del Norte de la India, en sus respectivas lenguas indígenas. También ha interpretado para más de 2500 Jingles. Harini Ravi comenzó a dedicarse a interpretar música carnática con su padre y su madre cuando era niña, y luego incursionó como actriz de doblaje a la edad de seis años.
Asimismo, recibió formación musical bajo la tutela de su padre VV Ravi y su hermano V.R. Raghava Krishna, también cantante de Carnatic. Otro de sus hitos incluyen grabaciones en solitario, de temas musicales para cantos devocionales y patrióticos.
Ha participado en varios programas musicales como "Saptha Sun TV" de Swarangal, "Raagamaalika Jaya TV", "AAHA Podhigai" de Paadalaam y entre otros, en la que se llevó su primer premio.
Ha cantado como solista y a dúos, para interpretar temas musicales en un álbum titulado "Shout it Out" auspiciado por la UNICEF, en asociación con la Fundación "NalandaWay", en la que fue lanzado por el entonces gobernador de Tamil, Surjit Singh Barnala.
Ha interpretado también para coros y temas musicales en solitario para famosos directores de música como Ilaiyaraja, A R Rahman, Vidyasagar, Iman, K. Bhagyaraj, Dhina, Vijay Antony, Kavi periyathambi y entre otros.

## Temas musicales en Tamil
| Canción                    | Película              | Año  |
| -------------------------- | --------------------- | ---- |
| Chiku Chiku Boom Boom      | Masilamani            | 2009 |
| Kichu Kichu Thambulam      | Mynaa                 | 2010 |
| Kothavaranga               | Aivar                 | 2011 |
| Manvassam                  | Muthukku Muthaga      | 2011 |
| Chutti Pennae              | Uchithanai Mukarnthal | 2011 |
| Naan Charlie Chaplin Ponnu | Chaaplin Samanthi     | 2012 |